# Walzberg (Türnitzer Alpen)
Der Walzberg ist ein 868 m ü. A. hoher Höhenzug südlich von Texingtal in Niederösterreich.
Der Walzberg, der im Westen vom Asangkogel (860 m ü. A.) und im Osten vom Grüntalkogel (886 m ü. A.) begrenzt wird, erstreckt sich in west-östlicher Richtung zwischen dem Texingtal und dem  Weißenbachtal. Sein Kamm ist durch den Texingtaler Höhenweg erschlossen und kann von der Grüntalkogelhütte oder der Landesstraße L5226 begangen werden. Die Strecke bietet immer wieder Aussichtsmöglichkeiten, etwa das „Ötscherbankerl“ oder den „Mostviertel Kirchenblick“.